# (1551) Argelander
(1551) Argelander es un asteroide que forma parte del cinturón de asteroides y fue descubierto por Yrjö Väisälä el 24 de febrero de 1938 desde el observatorio de Iso-Heikkilä, Finlandia.

## Designación y nombre
Argelander se designó al principio como 1938 DC1.
Más adelante fue nombrado en honor del astrónomo alemán Friedrich Argelander (1799-1875).

## Características orbitales
Argelander está situado a una distancia media del Sol de 2,394 ua, pudiendo acercarse hasta 2,236 ua. Su inclinación orbital es 3,763° y la excentricidad 0,0662. Emplea 1353 días en completar una órbita alrededor del Sol.